# Stupa

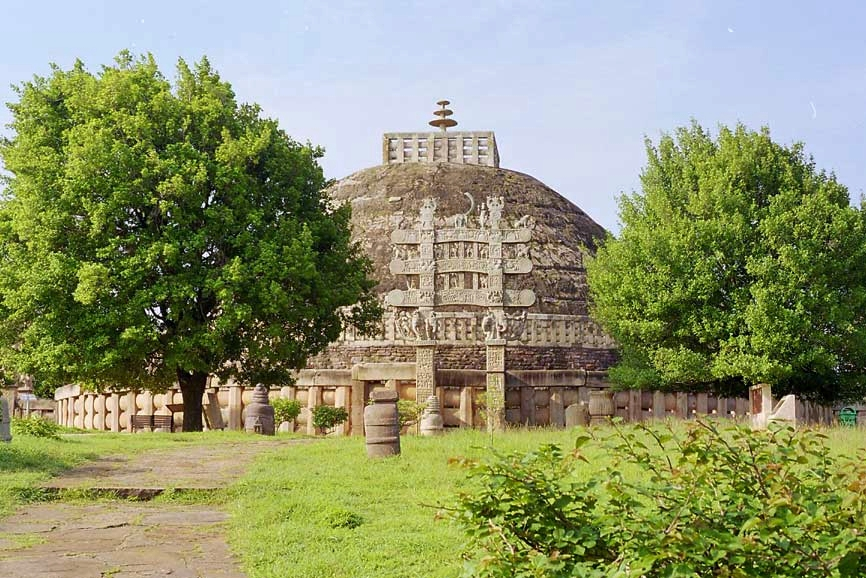
Il Grande Stupa a Sanchi

Uno stupa (dal sanscrito stūpa) è un monumento buddista, originario del subcontinente indiano, la cui funzione principale è quella di conservare reliquie. Il termine deriva dal sanscrito (chörten in tibetano) che letteralmente significa "fondamento dell'offerta". È il simbolo della mente illuminata (la mente risvegliata, divinità universale) e del percorso per il suo raggiungimento. Se si usano soltanto due parole, la migliore definizione di stupa è "monumento spirituale". A livello simbolico, lo stupa rappresenta il corpo di Buddha, la sua parola e la sua mente che mostrano il sentiero dell'illuminazione.

## Storia e diffusione
Dall'India lo stupa si diffonde in tutta l'Asia sud-orientale, in forme e modi diversi, e in età contemporanea anche nell'Occidente. Nel sud-est asiatico viene chiamato chedi (dal sinonimo in lingua pāli); in Sri Lanka dagoba (dal sanscrito dhatu- elemento, o componente, o reliquia + garbha - repositorio); o tope (dal indiu top, derivato dal sanscrito stūpa, una grande quantità).

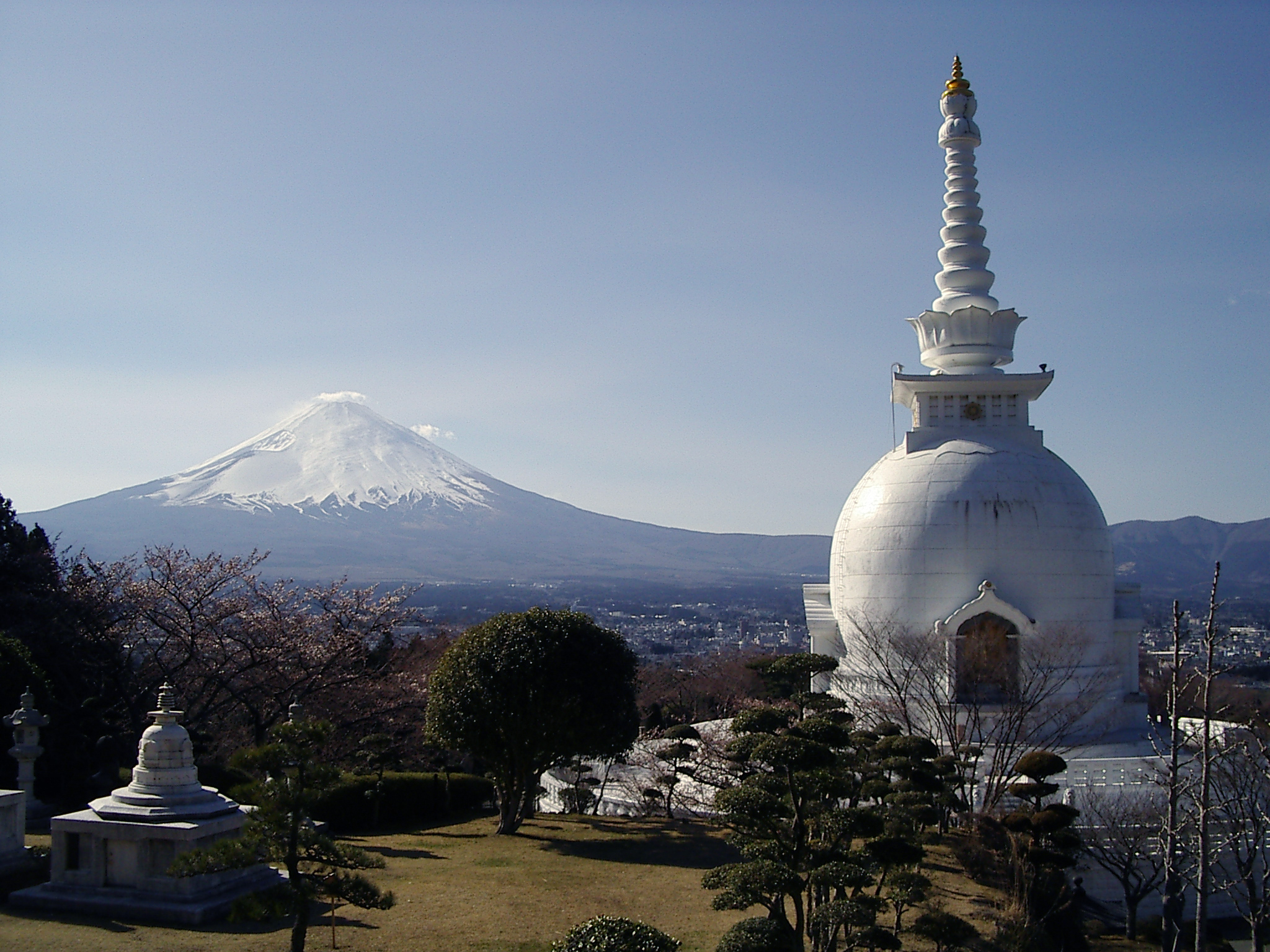
Lo Stupa e il Fuji a Gotemba, Shizuoka, Giappone.

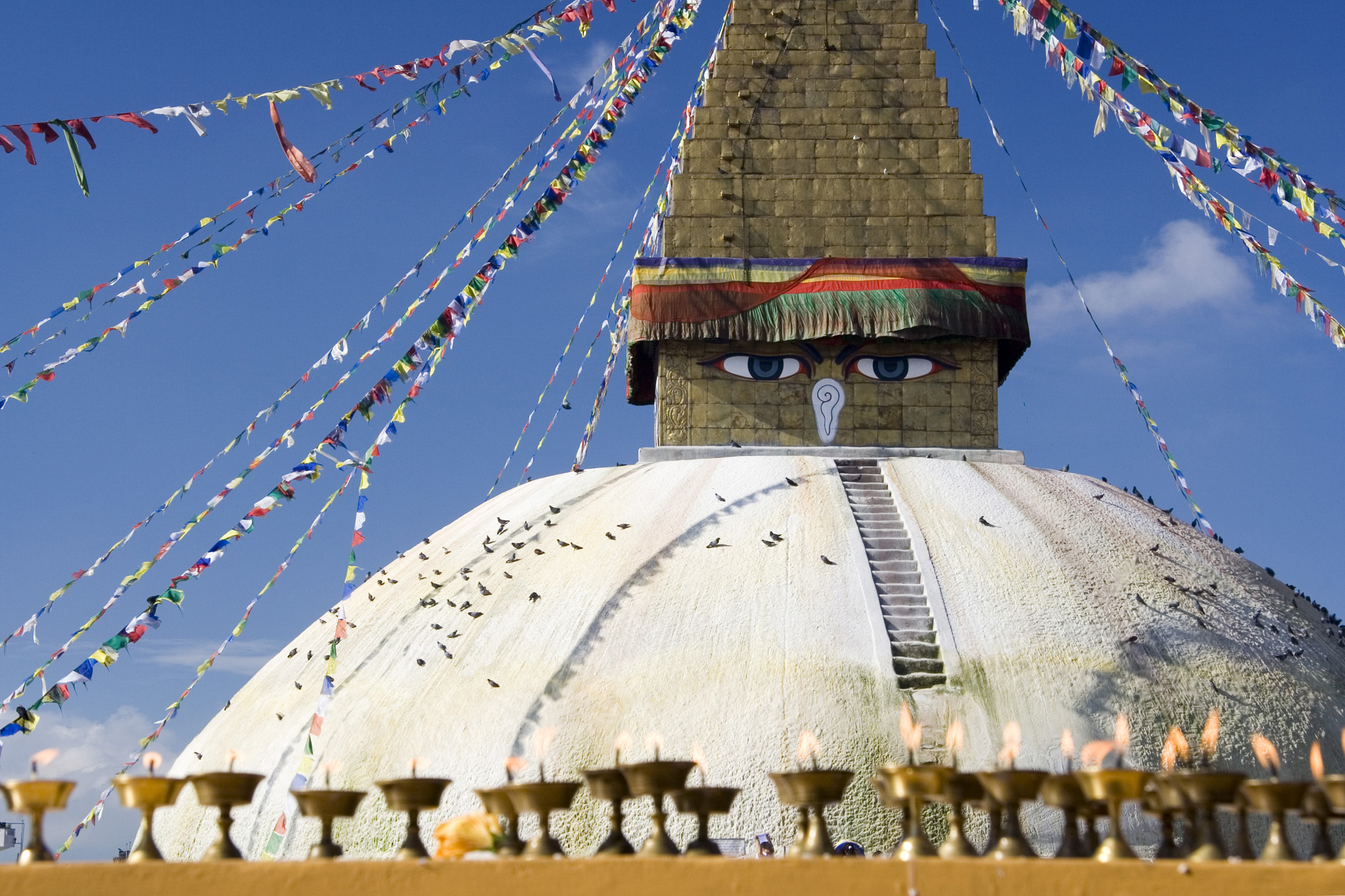
Lo Stupa di Boudhanath a Kathmandu, Nepal.

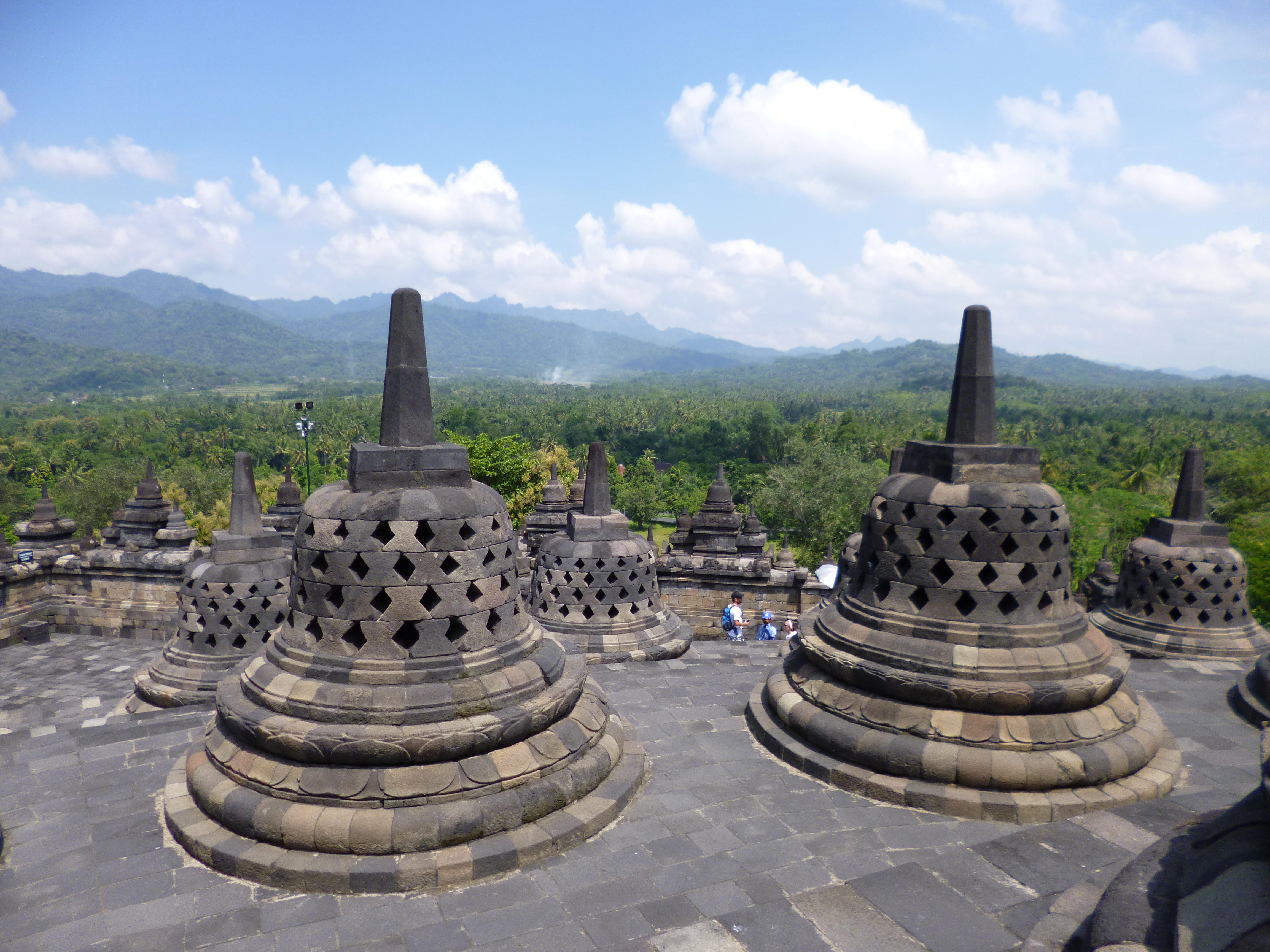
Lo Stupa di Borobudur, Indonesia.

Lo stupa è forse il più antico monumento religioso; in origine era un tumulo di sabbia o terra, spesso marcato da sassi di colore blu chiamato cairn per coprire le reliquie del Buddha. Dopo la morte del Buddha, il corpo fu cremato e le ceneri furono sepolte sotto otto stupa, con altri due stupa intorno all'urna e le altre ceneri. Altri stupa, come quelli a Sarnath e Sanchi (India settentrionale), sembrano abbellimenti di tumuli più antichi. Nel III secolo a.C., dopo la conversione al buddismo, l'imperatore indiano Aśoka ordinò che gli stupa originali venissero aperti e che le ceneri del grande Buddha fossero distribuite tra i mille stupa.
Gli otto stupa originali continuano a essere molto venerati. Nel corso dei secoli, a partire dal III a.C., lo stupa stesso è cambiato, diventando non solo un monumento funerario ma anche un luogo di preghiera e venerazione. Di conseguenza, è cambiata anche la sua struttura architettonica, divenendo un grande tumulo emisferico con una torana (ingresso), una vedica (una veranda intorno simile ai villaggi vedici), un "anda" ("uovo") e corrisponde appunto alla parte emisferica su cui poggia la harmika (un balcone quadrato con parapetto). Dalla harmika svettano i cosiddetti "ombrelli": essi sono dischi, sempre in numero dispari, posizionati attorno a un pilastro, il pilastro cosmico. Questa espressione deriva dalle credenze cosmogoniche indiane pre-buddiste ed è funzionale alla genesi dello stupa. Le civiltà gangetiche credevano che in origine il mondo fosse una distesa d'acqua su cui galleggiava una zolla di terra; il dio Indra decise di porre fine al vagare di questa zolla di terra bloccandola con la sua arma, il Vajera, una sorta di bastone appuntito. Prendendo spunto da queste credenze, incominciarono a sorgere nel nord-est dell'India dei "monumenti sacri" costituiti da un albero piantato in mezzo a una pozza d'acqua: era il richiamo all'origine leggendaria del mondo. 
Lo stupa viene costruito proprio partendo da queste basi. All'inizio si pianta un palo (il pilastro cosmico simbolo del Vajera del dio Indra), poi si inizia a costruirvi attorno fino a formare una calotta semisferica delle dimensioni più svariate. Gli ombrelli che fuoriescono dalla cima rappresentano proprio le fronde di un albero, l'albero sacro circondato da una balaustra che è l'harmika. Infatti in origine, sempre in epoca pre-buddista, venivano costruiti monumenti sacri costituiti da un padiglione che circondava un albero (tali raffigurazioni si trovano in alcuni bassorilievi). Lo stupa non è quindi un "tempio", tanto meno un monumento religioso. Bensì è una struttura sacra che riporta alla cosmogonia indiana, è la rappresentazione del microcosmo. Le sue caratteristiche architettoniche sono quindi state assorbite dal buddismo, non create da esso. Dal I secolo a.C. lo stupa viene incorporato nel padiglione del chaitya-griha. Lo stupa più antico si trova a Sanchi, in India, mentre quello più alto (127 metri) è il Phra Pathom Chedi e si trova a Nakhon Pathom, in Thailandia.
Con la diffusione del buddismo in altri paesi asiatici lo stupa si è trasformato in pagoda. La pagoda può avere varie forme, tra cui quella di piramide o altre. Oggi, nel sud-est asiatico, il termine stupa viene usato per indicare una struttura buddista, mentre la parola pagoda indica un edificio che potrebbe essere usato per attività laica o secolare.

## Simbologia
Lo stupa deve contenere i seguenti cinque elementi, che hanno un collegamento metaforico con i cinque elementi cosmici di terra, acqua, fuoco, aria e spazio:
1. una base quadrata
2. una cupola emisferica
3. una torre a cono
4. una luna
5. un disco circolare

### Simbologia di uno stupa nepalese

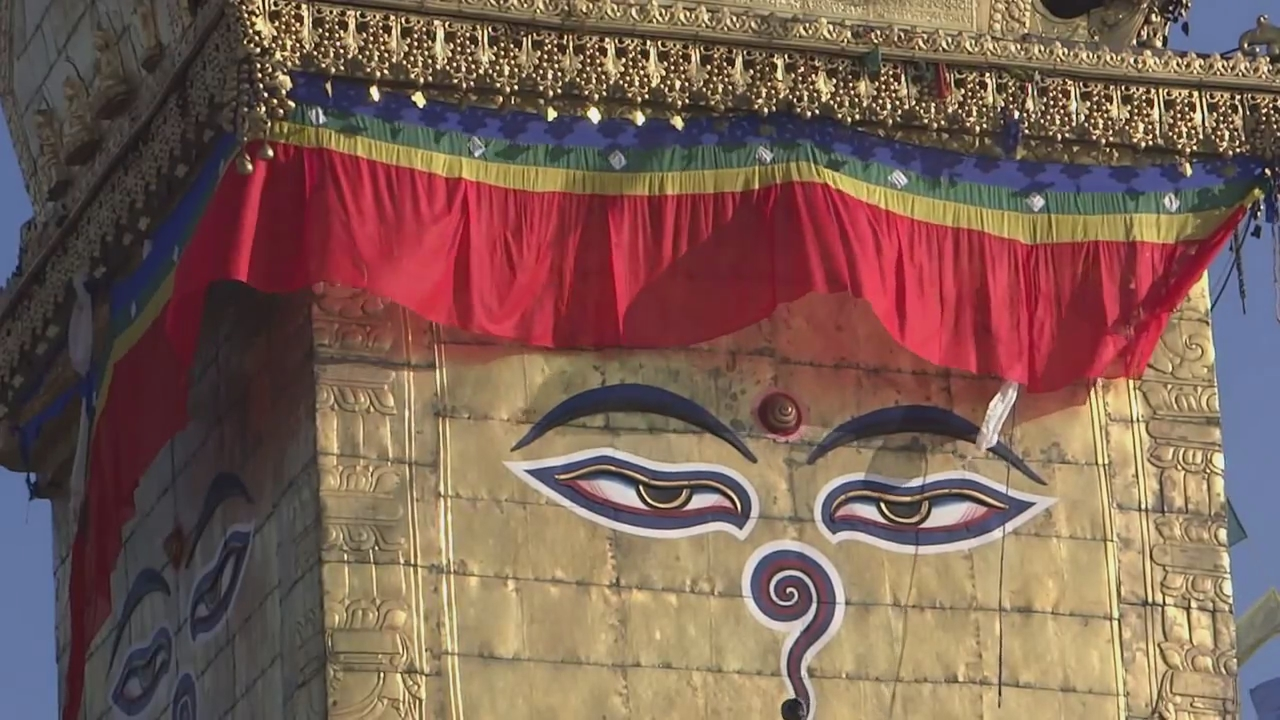
Gli occhi del Buddha

La cupola alla base rappresenta il globo terrestre. I tredici gradini rappresentano le tredici fasi che una persona deve affrontare per raggiungere l'illuminazione. Su ogni lato dello stupa sono presenti due grandi occhi che rappresentano la conoscenza e la compassione. Sopra questi ultimi è presente il terzo occhio. Il ghirigoro poco sotto gli occhi è un simbolo nepalese (ek) che simboleggia l'unità. Al di sopra degli occhi del Buddha vi è una struttura simile a un alveare con 13 livelli che rappresentano gli stadi di elevazione per raggiungere il nirvana.
Le ruote di preghiera alla base dello stupa contengono al loro interno dei mantra e su queste sono incise le parole om mani padme hum (saluto il gioiello del loto) che i pellegrini fanno ruotare per spandere le preghiere.
Alla base dello stupa all'interno di edicole dorate vi sono le statue che rappresentano i Dhyani Buddha: Vairocana, Ratnasaṃbhāva, Amitabha, Amocha Siddhi e Akṣobhya e le shakti (le consorti). Sono delle divinità che rappresentano le cinque qualità della saggezza buddista.
Si narra che quando un Buddha predica, dei raggi cosmici vengono emanati dal terzo occhio e agiscono come messaggio per le creature celesti affinché anche loro possano scendere sulla terra e ascoltare la predica. Gli esseri inferiori all'uomo non possono raggiungere la terra e ascoltare il Buddha ma i raggi cosmici alleviano le loro sofferenze. Numerosi intagli raffiguranti il Buddha sono presenti nei quattro lati dello stupa il quale è inoltre circondato da piccole statue votive.
Ogni mattina prima dell'alba centinaia di pellegrini Buddisti e Indù salgono i 365 gradini e raggiungono lo stupa oltrepassando i due leoni scolpiti a guardia dell'entrata e cominciano una serie di giri attorno allo stupa in senso orario.

## Nomi locali
Nomi locali per lo stupa sono:
- Chaitya - Nepal
- Candi - Indonesia
- Chedi - Thailandia
- Chorten - Tibet e Bhutan
- Dagoba/Chaitiya - Sri Lanka
- Chedey - Cambogia
- That - Laos

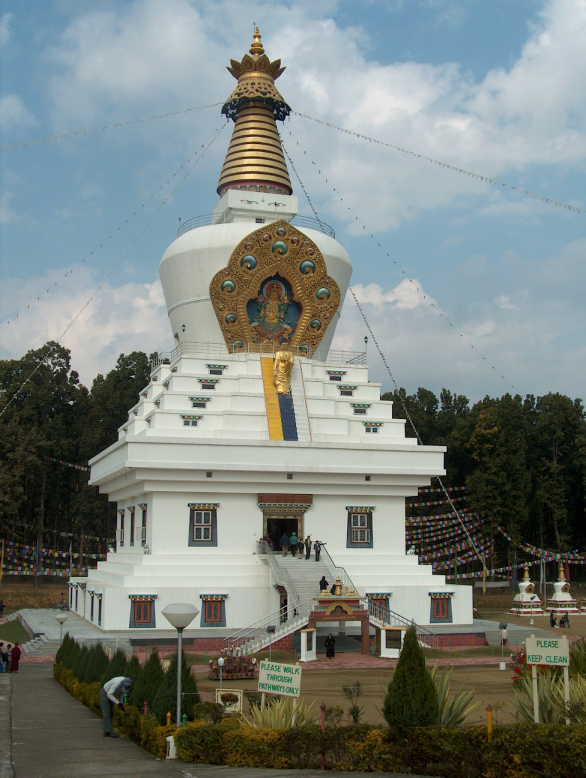
Il Grande Stupa a Dehradun

- Tǎ - Cina (塔 letteralmente "torre")
- Tap - Corea (탑)
- Tô - Giappone (塔)